# 卡爾馬戰爭
卡爾馬戰爭（英語：Kalmar War，1611年–1613年），發生在丹麥-挪威與瑞典帝國邊界之間的戰爭，最終由丹麥-挪威獲勝。此戰爭促進了丹麥在波羅的海的海上強權。

## 歷史
因為丹麥人控制了北海至波羅地海之間的海峽，為了避免被丹麥人徵稅，瑞典帝國長期在尋找替代航道。
1607年，卡爾九世自稱為「諾爾蘭地的拉普人之王」（King of the Lapps in Nordland），開始向挪威領地徵稅。丹麥不希望瑞典帝國的船隻改走替代航道，也不希望他們的領地被課稅，克里斯蒂安四世向卡爾九世提出抗議，但沒被接受。 1611年4月，回應瑞典帝國宣稱擁有挪威北方領土的權利，丹麥決定宣戰。
丹麥軍隊分成三個方向，進攻瑞典邊境。有一隻六千人的部隊，攻下卡爾馬，但是他們獲得命令，不准繼續進攻瑞典領地。
1611年夏天，瑞典軍隊攻下挪威耶姆特蘭與海里耶達倫。但因當地人起來對抗，瑞典軍隊無法控制局面，在秋天時撤退回國。10月20日，卡爾九世過世，由古斯塔夫二世·阿道夫繼位為瑞典皇帝。
1612年，丹麥軍隊控制了哥德堡，瑞典喪失出海口。
因為英格蘭與荷蘭長期使用波羅地海航路通商，不希望戰爭影響航路，以外交進行斡旋。1613年，英格蘭國王詹姆斯一世促成和談，兩國簽定Knäred和約，結束戰爭。